# Baptiste Hurni
Baptiste Frédéric Hurni, né le 4 avril 1986 à Neuchâtel (originaire du même lieu et de Ferenbalm), est une personnalité politique suisse du canton de Neuchâtel, membre du parti socialiste.
Il est député au Conseil national de 2019 à 2023, puis au Conseil des États.

## Biographie
Baptiste Hurni passe son enfance à La Béroche, puis déménage à Noiraigue avec ses parents à 16 ans.
Il étudie à l'Université de Neuchâtel de 2007 à 2014, obtenant d'abord une maîtrise en Lettres en 2009 (français et histoire), puis une maîtrise en droit en 2014. La même année, il décroche également une maîtrise en droit européen du King's College de Londres.
Il obtient son brevet d'avocat en 2016. Il réside à Neuchâtel.
Le 24 juin 2024, le comité du Festival international du film fantastique de Neuchâtel annonce que Baptiste Hurni reprend la présidence du festival.

## Parcours politique
Il adhère au parti socialiste en 2003, au lendemain de l'élection de Christoph Blocher au Conseil fédéral,.

### Niveau communal
Élu à 18 ans et 2 semaines au Conseil communal (exécutif) de Noiraigue après avoir été membre du Parlement des jeunes, il devient selon la presse le plus jeune municipal de Suisse,. Il y siège de 2005 à 2008, puis devient conseiller général (législatif) de la commune de Val-de-Travers de 2008 à 2011. Il en démissionne pour le 31 décembre 2011 en raison de son déménagement à Neuchâtel.
Il siège au Conseil général (législatif) de la ville de Neuchâtel depuis 2016, après y avoir déjà siégé en 2012 et 2013.
De 2014 à 2018, il est président du parti socialiste de la ville de Neuchâtel.

### Niveau cantonal
Il a siégé au Grand Conseil du canton de Neuchâtel de 2007 à 2019, d'abord comme député suppléant puis comme député. Il en était le plus jeune député,.
De 2010 à 2013, il est président du parti socialiste neuchâtelois.

### Niveau fédéral
Il a été l'assistant parlementaire de Jacques-André Maire.
Il est élu au Conseil national en octobre 2019. Il siège au sein de la Commission des affaires juridiques (CAJ).
Lors des élections fédérales de 2023, il est élu au Conseil des États, prenant la place du libéral-radical Philippe Bauer,. Il y siège au sein de la Commission des finances (CdF), de la Commission de la sécurité sociale et de la santé publique (CSSS) et de la Commission des transports et des télécommunications (CTT).

### Autres mandats
Il est membre du comité de l'ASLOCA depuis 2013 et membre du Conseil de fondation de la fondation Ombudsman de l‘assurance privée et de la Suva. 
Il est vice-président de la Croix-Rouge suisse du canton de Neuchâtel de 2011 à novembre 2020, date à laquelle il en est élu président.
En janvier 2020, il devient président de la section romande de la Fédération suisse des patients et, en octobre 2020, président du conseil de la Fondation romande pour la chanson et les musiques actuelles.

## Profil politique
Il se profile dans les domaines de la santé et de l'assurance-maladie. Il relance notamment en août 2023 l'idée d'une caisse unique aux côtés de Pierre-Yves Maillard,.
Un article paru en septembre 2023 dans Le Temps salue ses qualités d'orateur et son ouverture au dialogue, mais relève également que certains le perçoivent comme « arrogant, cynique et sarcastique ».